# William Henry White (architecte)
Pour les articles homonymes, voir William Henry White et William White.
William Henry White (29 janvier 1838 – 20 octobre 1896) est un architecte britannique.

## Biographie
Il fut actif en France dans les années 1860, au cours desquelles il travailla dans des styles très différents pour les financiers d'origine prussienne Fernand et Charles de Schickler, respectivement : au château de Bizy à Vernon (Eure), acquis en 1858 et reconstruit en 1860 dans le style « néo-classique romain » de la villa Albani (vers 1760) ; et à celui de Martinvast ou de Beaurepaire, acheté en 1867, puis agrandi et restauré dans un style « gothique aux accents victoriens » entre 1867 et 1869, concevant pour la cheminée de sa salle à manger un décor sculpté intitulé L'Arche de Noé.
Il a eu comme élève Charles Alfred Chastel de Boinville.
Il s'installa ensuite aux Indes britanniques.
Il fut pendant dix-huit ans à Londres le secrétaire du Royal Institute of British Architects (RIBA).